# シバタ
株式会社シバタ（Shibata Co., Ltd. ）は、愛知県豊橋市に本社を置く、スーパーマーケットを運営する企業である。スーパーマーケット「パワーズ」、「たつみストアー」のほか、100円ショップも運営している。CGCグループに加盟している。

## 沿革
- 1927年（昭和2年） - 豊橋市にて、柴田本蔵が食肉小売店を創業。
- 1945年（昭和20年） - 大久保正一が事業を継承。
- 1972年（昭和47年） - 現在地に本部センターを移転。
- 1985年（昭和60年） - 株式会社シバタ設立。資本金1,000万円。
- 1990年（平成2年） - 資本金1,660万円に増資。
- 1993年（平成5年） - パワーズ田原店開設。
- 1994年（平成6年） - 大久保守晃が社長に就任。
- 1995年（平成7年） - 資本金2億円に増資。
- 2000年（平成12年） - 100円ショップ東脇店開設。
- 2001年（平成13年） - 資本金3億3,374万円に増資。
- 2005年（平成17年） - たつみストアー株式会社の株式100%取得し子会社化。
- 2006年（平成18年） - 株式会社シバタ、たつみストアー株式会社、本部統合。
- 2014年（平成26年） - パワーズ菰口店開設。
- 2017年（平成29年） - パワーズ田原店移転オープン。
- 2020年（令和２年）  - たつみストアー御津店リニューアルオープン。
- 2021年（令和３年）  - たつみストアー二川店リニューアルオープン。
- 2023年（令和５年）　- たつみストアー大清水店リニューアルオープン。

## 店舗
- パワーズ
  - 東脇店（豊橋市東脇4丁目18番地の17）
  - 田原店（田原市加治町東天神7番地の1）
  - 菰口店（豊橋市菰口町1丁目20番地）
- たつみストアー
  - 二川店（豊橋市大脇町字大脇36番地の2）
  - 大清水店（豊橋市大清水町字大清水138番地）
  - 御津店（豊川市御津町泙野宮永7番地）
- ダイソー（100円ショップ）
  - 東脇店（豊橋市東脇4丁目18番地の17）